# Bent Warburg
Bent Warburg (* 5. Dezember 1939 in Kopenhagen; † 8. September 2023 in Hellerup) war ein dänischer Schauspieler und Musiker.

## Leben
Bent Warburg spielte in seiner Jugend in einer Big Band und reiste als Teil eines Orchesters auf Kreuzfahrten mit. Von 1968 bis 1971 veröffentlichte er in Dänemark vier Schallplatten sowie im Jahr 1977 ein Album.
Als Schauspieler vor der Kamera wirkte Warburg von 1967 bis 2005 in mehr als 60 Film-und-Fernsehproduktionen mit. Zumeist wurde er dabei in Nebenrollen besetzt.
Bent Warburg war ab 1973 in zweiter Ehe mit der Schauspielerin Anne Bie Warburg (* 1953, geborene Møller) verheiratet. Beide lebten in Kopenhagen. Sie spielten gemeinsam in mehreren Sex- und Pornofilmen.

## Filmografie (Auswahl)
- 1972: Die Olsenbande und ihr großer Coup (Olsen-bandens store kup)
- 1973: Das tosende Mädchenpensionat (I jomfruens tegn)
- 1974: Heißer Sex in Dänemark (Noglehullet)
- 1976: Skandinavische Lust (Bel Ami)